# Народни фронт
Народни фронт је назив за широку коалицију различитих политичких групација, најчешће између левице и центра. Народни фронтови понекад могу да окупљају и веома различите полове, од центриста и либерала (буржоазија), преко социјалиста до комуниста (радничка класа). Док термин народни фронт обухвата коалиције ширег политичког спектра, не треба га се мешати са уједињеним фронтом, који окупља само групације повезане с радничком класом.
Термин народни фронт имао је дефиницију зависно о политичком контексту с једне стране у САД и Европи, те с друге у комунизму и деловању комунистичких партија. У Француској је тих година Народни фронт означавао савез политичких партија с циљем сузбијања фашизма.
Појам национални фронт има слично значење, али је овај назив политичких групација, у којима су доминантну улогу имале комунистичке партије, највише кориштен у Централној и Источној Европи током Хладног рата.

## Народни фронт 1930-их
Политику народног фронта усвојила је средином 1930-их Коминтерна као одговор на ширење утицаја фашизма. Свим комунистичким партијама које су биле чланице Коминтерне наређено је да спроводе политику формирања коалиције са свим политичким партијама које су биле спремне да се супротставе фашизму. Неки народни фронтови такве врсте победили су на парламентарним изборима 1930-их у Француској, Шпанској републици и Чилеу, док у осталим земљама нису успели да активније заживе.
Политика народног фронта Коминтерне заменила је дотадашњу радикално леву политику тзв. Трећег периода, током којег су социјалисти и социјалдемократи осуђивани као социјални фашисти, те је била забрањена свака сарадња комунистичких партија с њима. Нова политика сарадње са социјалистима објављена је у Правди маја 1934. године. Тако је француска Социјалистичка партија у јуну 1934. ушла у савез са Комунистичком партијом Француске. Уз то су Француска и СССР 1935. потписали споразум о узајамној одбрани што је додатно обезбедило подршку Народном фронту. Захваљујући томе, Народни фронт је на изборима 1936. однео већину у француском парламенту.
Период народног фронта завршио је 1939. године потписивањем споразума Молотов-Рибентроп између нацистичке Немачке и Совјетског Савеза, када се Коминтерна окренула политици помирљивости.

## Народни фронтови у Источном Блоку
Након Другог светског рата, већина држава у Централној и Источној Европи постале су де факто једнопартијске, али су у теорији у њима на власти биле коалиције различитих политичких партија које су на добровољној бази заједнички сарађивале у владавини. На пример, на власти је у Источној Немачкој био Национални фронт свих антифашистички расположених партија (Партија социјалистичког јединства Немачке, Либерална партија, Демократска сељачка партија, Слободна немачка омладина, Немачка синдикална федерација, итд).
У републикама Совјетског Савеза је од 1988. до 1992. године појам Народни фронт имао сасвим друго значење. Односио се на покрете чији су вође били припадници либералне интелигенције. У начелу, њихов задатак био је одбрана перестројке од реакционарних елемената унутар државне бирократије, али су током распада Совјетског Савеза заправо били носиоци захтева за осамостаљење совјетских република. Такви покрети су у балтичким државама убрзо постали доминантна политичка снага у покрету за независност, док је, на пример, у Грузији Народни фронт остао на маргинама политичке сцене због останка при прагматичној политици током радикализације која је уследила након гушења антисовјетских протеста у Грузији 1989. године.
Најпознатији пример данашњег народног фронта под контролом комуниста јесте у Народној Републици Кини.

## Списак народних фронтова

### Народни фронтови у данашњим социјалистичким државама
- Вијетнам – Вијетнамски отаџбински фронт, на челу с Комунистичком партијом Вијетнама
- Кина – Уједињени фронт, на челу с Комунистичком партијом Кине
- Лаос – Лаошки фронт за националну изградњу, на челу с Народном револуционарном партијом Лаоса
- Северна Кореја – Демократски фронт за поновно уједињење отаџбине, на челу с Радничком партијом Кореје

### Народни фронтови у бившим социјалистичким државама
- Демократска Република Авганистан – Национални фронт, на челу с Народном демократском партијом Авганистана
- Народна Република Албанија – Демократски фронт, на челу с Комунистичком партијом Албаније (заменио Народноослободилачки фронт 1942-1945)
- Народна Република Бугарска – Отаџбински фронт, на челу с Бугарском комунистичком партијом
- Социјалистичка Федеративна Република Југославија – Народни фронт Југославије, на челу с Комунистичком партијом Југославије (током Другог светског рата познат као Јединствени народноослободилачки фронт Југославије; 1952. заменио га Социјалистички савез радног народа Југославије на челу са Савезом комуниста Југославије)
- Народна Република Кампућија – Јединствени фронт националног спаса Кампућије, на челу с Народном револуционарном партијом Кампућије (1981. преименован у Кампућијски уједињени фронт за националну изградњу и одбрану)
- Народна Република Мађарска – Фронт националне независности, на челу с Комунистичком партијом Мађарске (1949. га заменио Независни народни фронт на челу с Мађарском радничком народном партијом, а њега 1954. заменио Патриотски народни фронт од 1956. на челу с Мађарском социјалистичком радничком партијом)
- Источна Немачка – Национални фронт, на челу с Јединственом социјалистичком партијом Немачке
- Народна Република Пољска – Демократски блок, на челу с Пољском уједињеном радничком партијом (1952. га заменио Фронт националног јединства, а њега 1983. Патриотски покрет за национални препород)
- Социјалистичка Република Румунија – Народни демократски фронт, на челу с Румунском комунистичком партијом (1968. га заменио Фронт социјалистичког јединства, касније преименован у Фронт социјалистичке демократије и јединства)
- Чехословачка Социјалистичка Република – Национални фронт, на челу с Комунистичком партијом Чехословачке

### Народни фронтови у не-комунистичкимдржавама
- Партија народног фронта Азербејџана
- Белоруски народни фронт
- Сверуски народни фронт
- Народни фронт (Филипини)
- Народно-демократски фронт (Италија, 1948)
- Народни фронт (Чиле)
- Народни фронт у Француској
- Народни фронт (Мауританија)
- Народни фронт (Сенегал)
- Народни фронт (Шпанија)
- Народни фронт Индије
- Фронт народног ослобођења Бахреина
- Фронт народног ослобођења Омана
- Фронт народног ослобођења Палестине
- Фронт народног ослобођења Палестине – Генерални штаб
- Народно јединство (Чиле)